# Pararchaea
Pararchaea is een spinnengeslacht uit de familie Pararchaeidae

## Soorten
- Pararchaea alba Forster, 1955